# Felizia Seyd
Felizia Seyd (geboren am 28. Januar 1893; gestorben am 29. November 1988 in Belfast, Maine) war eine deutschamerikanische Schriftstellerin.

## Leben
Über Felizia Seyd ist nur wenig bekannt. Sie traf 1924 auf den knapp neun Jahre jüngeren Schriftsteller Ödön von Horváth und war mit ihm für einige Monate liiert. Davor hatte sie sich in den USA aufgehalten, hatte einen Schweizer geheiratet und das Schweizer Bürgerrecht erhalten. Sie wurde in der Schweiz geschieden und lebte in Paris. Horváth machte in dieser Zeit seine ersten Schreibübungen mit sogenannten Sportmärchen, einen Teil davon übertrug er handschriftlich in ein leeres Poesiealbum, die Abschrift versah er mit der Widmung:

„Legende vom Fussballplatz und diejenigen meiner Sportmärchen, die wie ich glaube meinem Lizulein am meisten zusagen werden die ich für sie schrieb unter dem Titel Sportmärchen und Verwandtes von ihrem Ödön“

Das Poesiealbum wurde später von Seyd an die Verwalter des literarischen Nachlasses Horváths übergeben.
Seyd publizierte 1938 in Deutschland einen Roman und nach ihrer Emigration 1940 in den USA in englischer Sprache eine Biografie George Sands. In den USA konnte sie einige Buchbesprechungen veröffentlichen, so eine Rezension von Stefan Heyms Roman Hostages im New York Herald Tribune Book Review.
Nach dem Zweiten Weltkrieg arbeitete sie am Dartmouth College als Redaktionsassistentin für die von Vilhjalmur Stefansson herausgegebene Encyclopedia Arctica und verfasste mehrere Artikel zu Regionen und Personen.

## Schriften (Auswahl)
- Wie interessiert die amerikanische Zeitung ihre Leserin? In: Der Zeitungsverlag (ZV). Jg. 28. 1928, Nr. 19 vom 13. Mai, Sp. 941–942 (Von d. Auslandspresse)[4]
- Sommer der Verwirrung : Roman. Bremen : Burmester, 1938
- Romantic Rebel : The Life And Times Of George Sand. New York: The Viking Press, 1940
- A Good Listener Reports on Berlin; Berlin Embassy. By William Russell. New York: E.P. Dutton & Co. , Rezension, in: NYT, 15. Februar 1942
- Germans in America. John A. Hawgood: The tragedy of German-America, 1940, Rezension, in: NYT, 5. April 1942
- Melville Bay, in: Vilhjálmur Stefánsson (Hrsg.): Encyclopedia Arctica. Band 14, 1947, S. 582ff.
- The rhine : a guide to the great river where romance and realitiy have always met. New York : Doubleday, 1955